# The War Tapes
The War Tapes és una pel·lícula documental estatunidenca de l'any 2006, dirigida per Deborah Scranton. És el primer film documental que tracta la invasió d'Iraq 2003 amb imatges enregistrades pels mateixos soldats, tres membres del Cos de la Guàrdia Nacional de New Hampshire, abans, durant i després del seu desplegament a l'Iraq un any després de la invasió, entre el mes de març de l'any 2004 i el febrer del 2005.
Els tres soldats amb càmeres que figuren en la pel·lícula són l'especialista Michael Moriarty, que es va allistar en un esclat de patriotisme després de l'11 de Setembre i va demanar que se l'enviés a Iraq; el sergent Stephen Pink, allistat per poder pagar-se la universitat, i el sergent Zack Bazzi. Altres dos soldats, el sergent Duncan Domey i l'especialista Brandon Wilkins, també van filmar tots els seus desplegaments per a la pel·lícula. En total, es van repartir càmeres a 17 soldats i es van rodar a prop de 800 hores a l'Iraq. Les entrevistes amb els soldats i les seues famílies sumen unes 200 hores addicionals de vídeo. El "repartiment" es va estretir a tres soldats per al muntatge final del film, van ser escollits perquè la directora i els productors els van considerar com els "personatges principals".
La pel·lícula va guanyar el premi al Millor Documental Internacional al Festival de Cinema Tribeca de maig de 2006 i al Millor Documental Internacional al BRITDOC el juliol de 2006. L'any 2007, es va llançar en format DVD. A més, a més, és possiblement el resultat més innovador del programa de "reporter encastat" que acompanya una companyia de l'exèrcit sobre el terreny. En aquest cas, però, el reporter no va anar a l'Iraq, sinó que va proporcionar càmeres als soldats, i va orientar-los sobre la filmació a través de la missatgeria instantània i el correu electrònic.